# Laia Palauová
Laia Palau Altés (* 10. září 1979 Barcelona) je španělská basketbalová rozehrávačka, od roku 2018 hráčka francouzského klubu Bourges Basket.
Dvakrát vyhrála Euroligu: v roce 2012 s Ros Casares Valencia a v roce 2015 se ZVVZ USK Praha, jako první překonala hranici tisíce asistencí v zápasech Euroligy. Šestkrát vyhrála španělskou ligu (2003, 2007, 2008, 2009, 2010, 2012), jednou francouzskou (2006), jednou polskou (2013) a čtyřikrát českou (2014, 2015, 2016, 2017).
Ve španělské reprezentaci působí od roku 2002 a od roku 2014 je její kapitánkou, se 262 mezistátními starty je španělskou rekordmankou. Na mistrovství světa v basketbalu žen získala bronzovou medaili v roce 2010 a stříbrnou v roce 2014, je stříbrnou medailistkou z Letních olympijských her 2016 a mistryní Evropy z let 2013 a 2017.